# Centro de Convenciones/South 15th Street (Tren Ligero de Seattle)
Centro de Convenciones/South 15th Street es una estación de la línea Tacoma Link del Tren Ligero de Seattle. La estación es administrada por Sound Transit. La estación se encuentra localizada en South 19th Street y Pacific Avenue en Tacoma, Washington. La estación de Centro de Convenciones/South 15th Street fue inaugurada el 18 de agosto de 2003.

## Descripción
La estación Centro de Convenciones/South 15th Street cuenta con 1 plataforma central.

## Conexiones
La estación es abastecida por las siguientes conexiones: 
- Pierce Transit